# Раденко Кривокућа
Раденко (Дамњана) Кривокућа (Миљковица, 15. фебруар. 1890 — 08.02.1967) био је српски наредник. Двоструки је носилац Карађорђеве звезде са мачевима.

## Биографија
Рођен је 15.02.1890. године од оца Дамњана и мајке Илинке. Живео је у селу Шарена Буква, (данас Миљковица) срез прокупачки одакле је априла 1912. године отишао на одслужење војног рока. Ту га је затекао рат са Турцима и све до 4. априла 1919. године, када је демобилисан, борио се у Гвозденом пуку. После Кумановске битке унапређен је у каплара а затим у поднаредника, да би после подвига 1914. године и одликовања Карађорђевом звездом са мачевима био унапређен у чин наредника. После великих подвига на Солунском фронту, унапређен је у резрвног потпоручника а затим је напредовао до капетана И класе. Орден КЗм је добио за подвиг код села Липолиста у Мачви, после Церске битке, када је у предвечерје Колубарске битке његов Гвоздени пук штитио одступање српске војске са Дрине на Колубару. Тада је он са својом патролом ноћу изненадио и заробио непријатељску претходницу. Поред две КЗм био је одликован и са две златне медаље за храброст, једном сребрном медаљом за храброст и руским орденом Св.Ђорђа IV степена.